# 科托努協定
科托努協定（英語：Cotonou Agreement），是歐盟、非洲、加勒比和太平洋國家集團之間的條約。於2000年6月在貝南共和國科托努由78個非加太國家（古巴未簽署）和當時15個歐盟成員國簽署。2003年生效，在2005年和2010年進行了修訂。

## 目的
減少及消除貧困，促進可持續發展、融入世界經濟。
修訂後的科托努協定還涉及打擊有罪不罰和通過國際刑事法院促進刑事司法。

## 原則
科托努協定取代了洛美公約，科托努協定的範圍比以往任何公約都要廣泛得多。設計期限為20年，基於四個主要原則：
- 夥伴平等和發展戰略自主權。（由非加太國家自己決定自己社會經濟如何發展。）
- 參與。（除了中央政府作為主要參與者外，科托努協議下的伙伴關係對其他參與者例如公民社会、私營部門、地方政府開放。）
- 對話和相互義務。（簽署方需要出賣自主權，承諾尊重人權等的相互義務，這些義務將通過持續的對話和評估加以監督。）
- 差異化和區域化。（協議將根據每個合作夥伴的發展水平、需求、績效、長期發展戰略而有所不同。）

## 外部鏈接

加勒比集团
东部和南部非洲集团
太平洋集团
西部非洲集团
南部非洲集团
中部非洲集团
东部非洲集团

- Cotonou Agreement at ACP-EU Trade
- English information website to the Cotonou Agreement by the Friedrich Ebert Stiftung
- African Voices in Europe （页面存档备份，存于） A site about the reality of European Aid to Africa under the Cotonou Agreement
- Official text of the Cotonou Agreement （页面存档备份，存于）
- www.ecdpm.org